# Pontedera
Pontedera is een gemeente in de Italiaanse provincie Pisa (regio Toscane) en telt 28.692 inwoners (30-6-2012). De oppervlakte bedraagt 46,04 km², de bevolkingsdichtheid is 623,2 inwoners per km². De gemeente is bekend omdat het hoofdkantoor van Piaggio er gevestigd is.
De volgende frazioni maken deel uit van de gemeente: Gello, Il Romito, La Borra, La Rotta, Montecastello, Pardossi, Santa Lucia, Treggiaia.

## Demografie
Het aantal inwoners steeg in de periode 1991-2012 met 8,7% volgens getallen uit de tienjaarlijkse volkstellingen van ISTAT.

## Geschiedenis
De streek van Pontedera blijkt bewoond vanaf het Paleolithicum.
| Jaar | Inwoneraantal |
| ---- | ------------- |
| 1991 | 26.393        |
| 2001 | 24.971        |
| 2006 | 27.357        |
| 2012 | 28.692        |

## Geografie
De gemeente ligt op ongeveer 14 m boven zeeniveau. Pontedera grenst aan de volgende gemeenten: Calcinaia, Capannoli, Cascina, Lari, Montopoli in Val d'Arno, Palaia, Ponsacco, Santa Maria a Monte.

## Geboren
- Simone Biasci (1970), wielrenner
- Fabrizio Guidi (1972), wielrenner
- Fabiana Luperini (1974), wielrenster
- Gabriele Balducci (1975), wielrenner
- Dario Dainelli (1979), voetballer
- Claudio Bartoli (1979), wielrenner
- Gianluca Mancini (1996), voetballer
- Vittoria Guazzini (2000), wielrenster
- Samuele Ricci (2001), voetballer